# The Truant's Capture
The Truant's Capture è un cortometraggio muto del 1906 diretto da Percy Stow.
Si conoscono pochi dati del film che, prodotto dalla Hepworth, fu distrutto nel 1924 dallo stesso produttore, Cecil M. Hepworth. Fallito, in gravissime difficoltà finanziarie, il produttore pensò in questo modo di poter almeno recuperare il nitrato d'argento della pellicola.

## Trama
Tre discoli che hanno marinato la scuola per andare a nuotare sono inseguiti da un poliziotto che vuole acchiapparli.

## Produzione
Il film fu prodotto dalla Hepworth.

## Distribuzione
Distribuito dalla Hepworth, il film - un cortometraggio di 45,7 metri - uscì nelle sale cinematografiche britanniche nel febbraio 1906.